# Filme policial
No gênero policial, os argumentos quase sempre envolvem crimes e criminosos, policiais e detetives particulares, mafiosos e ladrões.
Os primeiros filmes abordavam a luta da polícia contra os gângster de Chicago, ocorrida nos tempos da Lei Seca. Scarface fazia uma alusão ao chefão da vida real Al Capone. James Cagney e Paul Walker se tornariam célebres interpretando gângsters violentos e loucos em filmes como The Public Enemy (br: Inimigo Público), White Heat (br: Fúria Sanguinária) e Angels with Dirty Faces (br: Os Anjos da Cara Suja).
Nos anos 40, muitos filmes policiais ficaram conhecidos pelo seu estilo cinematográfico pelo nome de filmes noir (filmes escuros), nome dado pelos críticos franceses. Humphrey Bogart foi o maior astro desse tipo de filmes, interpretando detetives particulares adaptados das novelas policiais de sucesso, como em The Maltese Falcon (br: Relíquia Macabra) e The Big Sleep (br: À Beira do Abismo).
Orson Welles também foi outro gênio que gostava do gênero, dirigindo em 1947 The Lady from Shanghai (br: A Dama de Xangai), no qual tingiu de louro os cabelos de sua então esposa Rita Hayworth, transformada numa mortífera "loura fatal".
Também é característico desses filmes haver uma narração do protagonista, o que não quer dizer que ele termine a história necessariamente vivo.
Nos anos 60 e 70, os filmes passaram a se tornar mais violentos, com os policiais se envolvendo pessoalmente nos casos que investigavam, seguindo o modelo de Bullitt, com Steve McQueen; e as duas partes de The French Connection (br: Operação França), com Gene Hackman. Nesses filmes são famosas as fantásticas cenas de perseguição envolvendo carros. Chinatown, com Jack Nicholson e dirigido por Roman Polanski, que conta uma trama cujo protagonista é um típico detetive dos anos 40/50 e que se envolve com uma "loura fatal", seria mais um grande sucesso dessa época.
A partir dos anos 70 os filmes passaram a abordar com mais frequência as atividades da máfia, principalmente depois do clássico do diretor Francis Ford Coppola, que realizou os clássicos The Godfather (br: O Poderoso Chefão) e The Godfather: Part II (br: O Poderoso Chefão: Parte II). Robert De Niro e Al Pacino se tornaram astros do gênero. Pacino faria dois filmes baseados em histórias policiais reais: Dog Day Afternoon (br: Um Dia de Cão), sobre uma dupla de bandidos homossexuais; e Serpico, um policial que denunciou a corrupção de seus companheiros. De Niro interpretaria o próprio Al Capone no filme de Brian de Palma The Untouchables (br: Os Intocáveis) e o máfioso Jimmy Burke no clássico de Martin Scorsese Goodfellas (br: Os Bons Companheiros).
No Brasil foi lançado, em 1977, Lúcio Flávio, o Passageiro da Agonia, também baseado na vida de um criminoso real. Reginaldo Faria era o protagonista, que também já tinha feito sucesso nesse gênero com o ótimo filme O Assalto ao Trem Pagador, nos anos 60. Outro grande sucesso brasileiro de filmes policiais foi Pixote, a Lei do Mais Fraco do mesmo diretor de Lúcio Flávio, Héctor Babenco.
Nos anos 90 os filmes exploraram as investigações sobre crimes seriais, cujos autores eram os psicopatas conhecidos como serial killers. O tema não era novo, já tendo sido abordado em M - Eine Stadt sucht einen Mörder (br.: "M, O Vampiro de Dusseldorf") de 1931, sobre um assassino de crianças ou em The Boston Strangler (br: O Homem que Odiava as Mulheres), com Tony Curtis, na década de 60. Mas em The Silence of the Lambs (br: O Silêncio dos Inocentes) surgiria o mais famoso serial killer do cinema até o momento: Hannibal, o canibal. Depois da sua estreia, ele apareceria em mais duas sequências, filmadas por diretores diferentes mas sempre com o ator inglês Anthony Hopkins no papel do criminoso. e Morgan Freeman. Outro filme conhecido sobre esse tema é The Bone Collector (br: O Colecionador de Ossos), com Angelina Jolie.
Quentin Tarantino, que se tornou notável abordando o que envolve a violência cinematográfica, já havia destacado o crime organizado em sua linguagem peculiar no longa-metragem Reservoir Dogs (br: Cães de Aluguel). No seu filme mais famoso, Pulp Fiction, ele filma contos sobre gângsters (com John Travolta e Samuel L. Jackson) e também de criminosos psicopatas, representados pela dupla insana que captura o personagem de Bruce Willis.
Nos últimos tempos, o tema preferido do gênero tem sido o submundo, envolvido em drogas e prostituição, e onde também predomina a miséria económica e moral. Além, é claro, da corrupção policial, como pode ser visto no ótimo e premiado L.A. Confidential (br: Los Angeles, Cidade Proibida), com a loura misteriosa Kim Basinger, também ambientado nos anos 50; e no brasileiro Cidade de Deus, que conta histórias de envolvimento de policiais e traficantes cariocas nos anos 70/80. Outro filme de sucesso sobre o tema, mas do ponto de vista dos policiais, foi o premiado Tropa de Elite.
Esse género de filme pode usar um pouco de suspense, para criar atmosferas de tensão e medo e, claro, muita acção no meio.
Referencias: http://www.acasadoator.com.br/index.php?option=com_content&view=article&id=180&Itemid=67